# Frank Musker
Frank John Musker (1951–) brit dalszerző. Az 1980-as és 1990-es években alkotta munkássága legjavát, akkoriban együtt dolgozott többek között Robert Miles-szal, Jennifer Rush-sal, a Bucks Fizzel, Sarah Brightmannel, valamint Zuccheróval. Brian Mayjel és Elizabeth Lamersszel közösen írta a „Too Much Love Will Kill You” című dalt, amelyért 1997-ben Ivor Novello-díjat kaptak.